# کرستلاین (کانزاس)
کرستلاین (به انگلیسی: Crestline) یک منطقهٔ مسکونی در ایالات متحده آمریکا است که در شهرستان چروکی، کانزاس واقع شده‌است. کرستلاین ۲۶۵ متر بالاتر از سطح دریا واقع شده‌است.